# Christoffel van Sichem le Jeune
Christoffel van Sichem le Jeune ou Christoffel van Sichem II (Bâle, 1581 - Amsterdam, 1658) est un graveur suisse et néerlandais de l'Âge d'or de la peinture néerlandaise.

## Biographie
Christoffel van Sichem est né à Bâle en 1581. Sa parenté avec Christoffel van Sichem l'Ancien ou I n'est pas assurée,.
Il est l'élève de Hendrick Goltzius.
Sichem est d'abord actif à Leyde en 1602, avant de s'installer définitivement à Amsterdam en 1658.
Christoffel van Sichem meurt à Amsterdam en février 1658, et est enterré le 7 du mois.

## Œuvre
Christoffel van Sichem produit principalement des estampes de dévotion.
Sichem a produit un grand nombre de gravures sur bois (originales ou d'après de grands maîtres tels que Abraham Bloemaert, Hendrik Goltzius et Maarten van Heemskerck) pour différentes publications, dont, :
- C. van Sichem, « I. Iacobsz. Leuven », Der zielen Lust-Hof, Amsterdam, 1629
- C. van Sichem, Bibels tresoor, ofte Der zielen lvsthof, Amsterdam, Pieter Jacobsz. Paets, 1646
- C. van Sichem et H. Hugo, ’t Schat der zielen, dat is: het geheele leven ons Heeren Iesu Christi: naer de vyer euangelisten, Amsterdam, Pieter Jacobsz. Paets, 1648